# Burg Trenčín

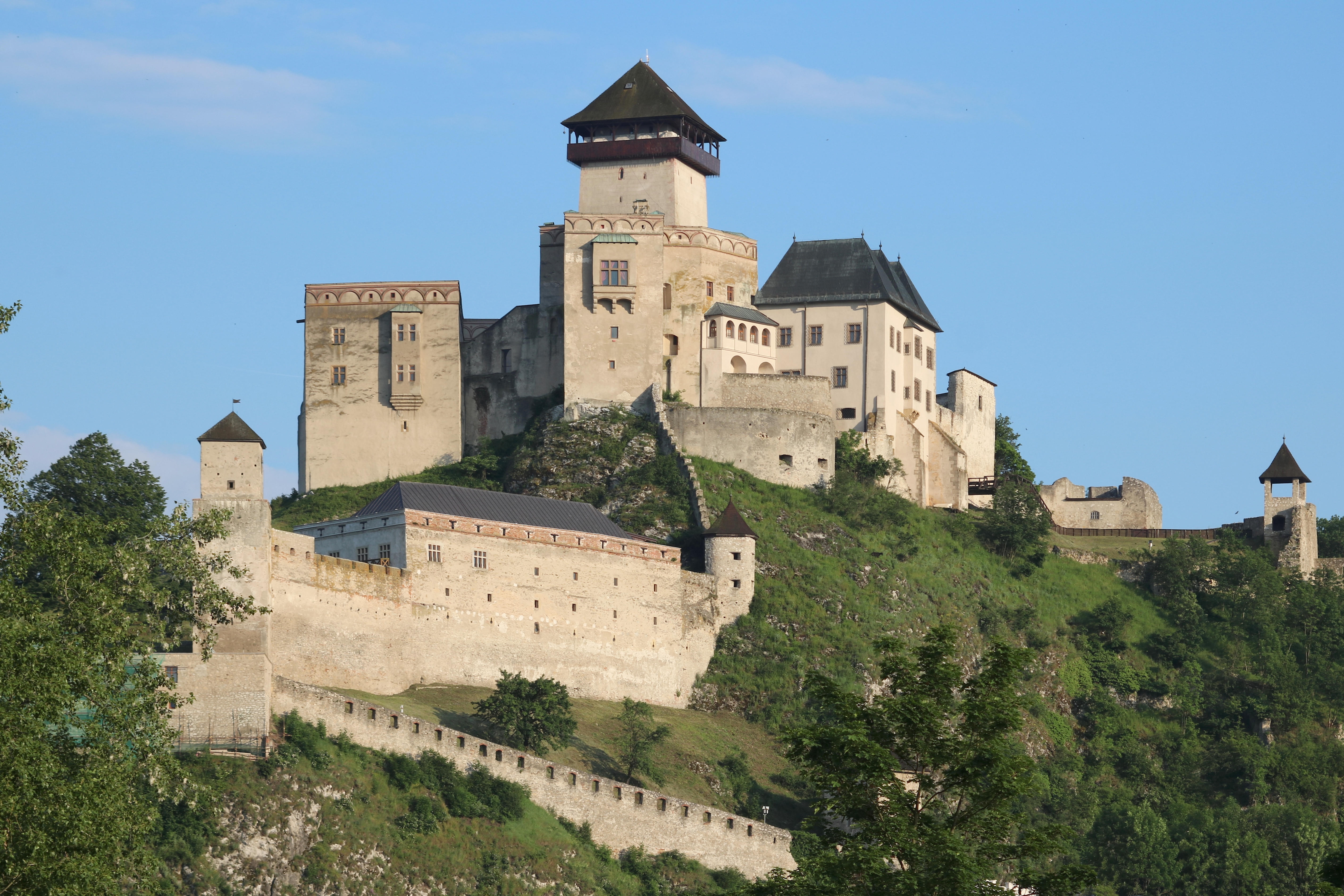
Burg Trenčín

Die Burg Trenčín (auch Burg Trentschin bzw. Trentschiner Burg; slowakisch Trenčiansky hrad) befindet sich in der Stadt Trenčín im Nordwesten der Slowakei.

## Geschichte

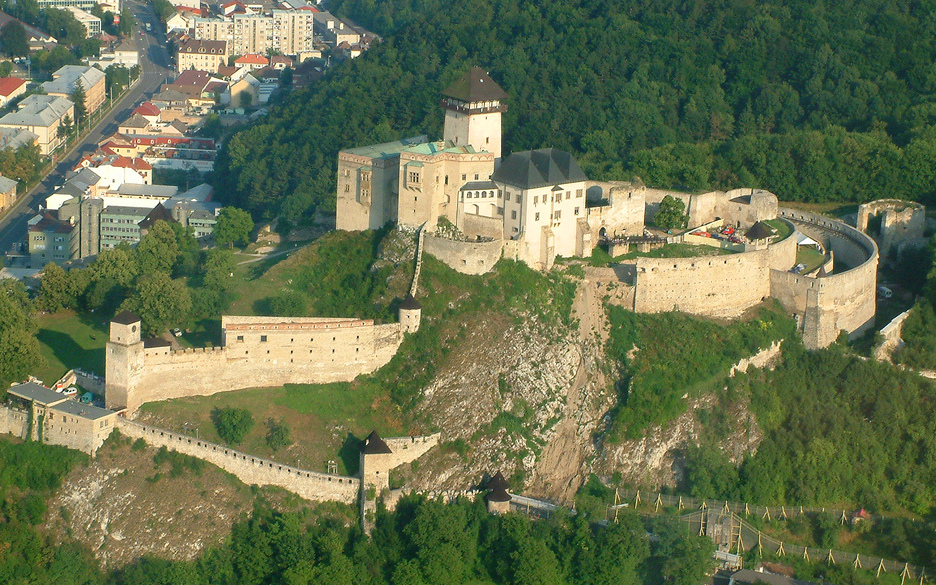
Burg Trenčín

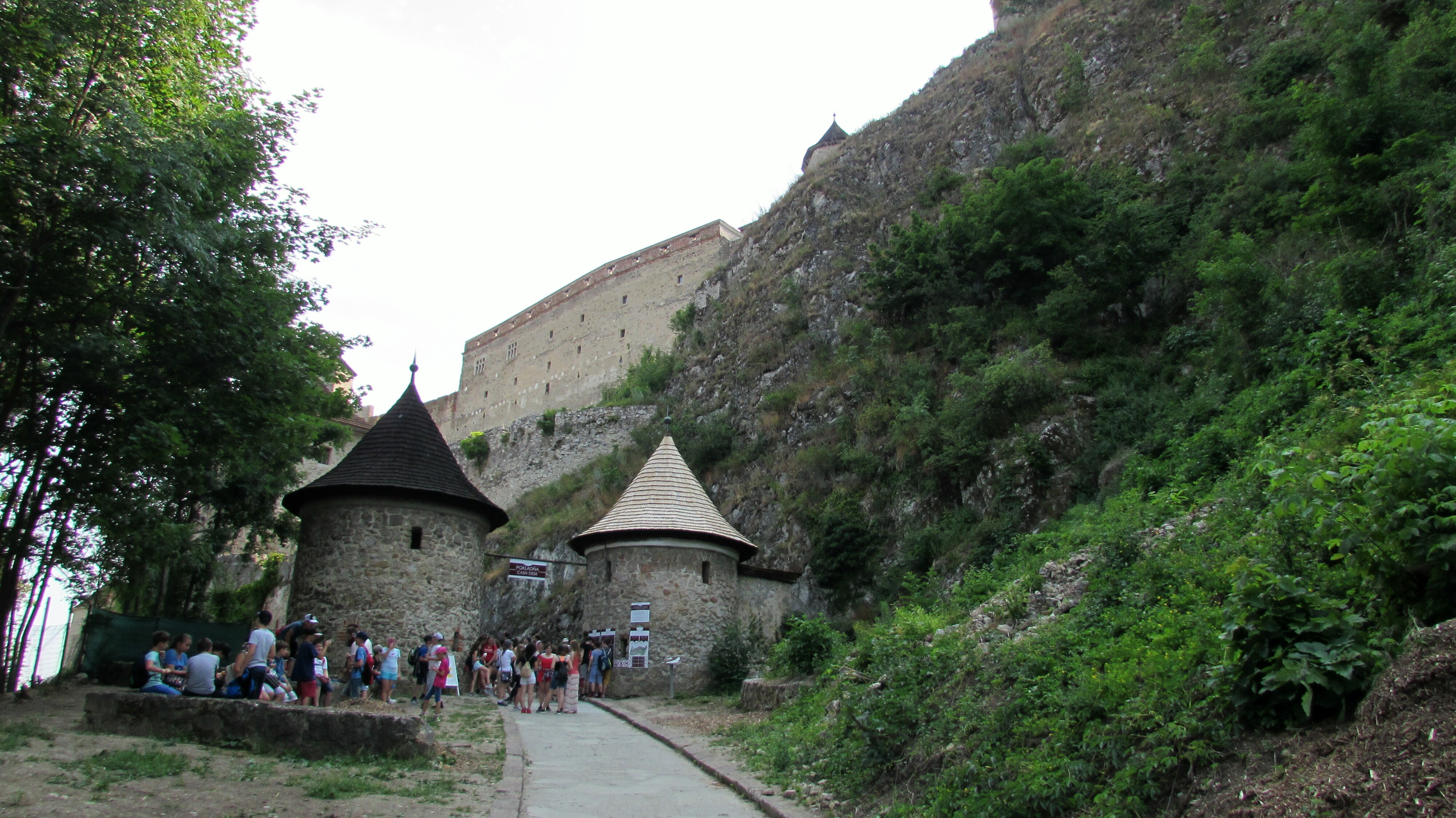
Aufstieg zur Burg

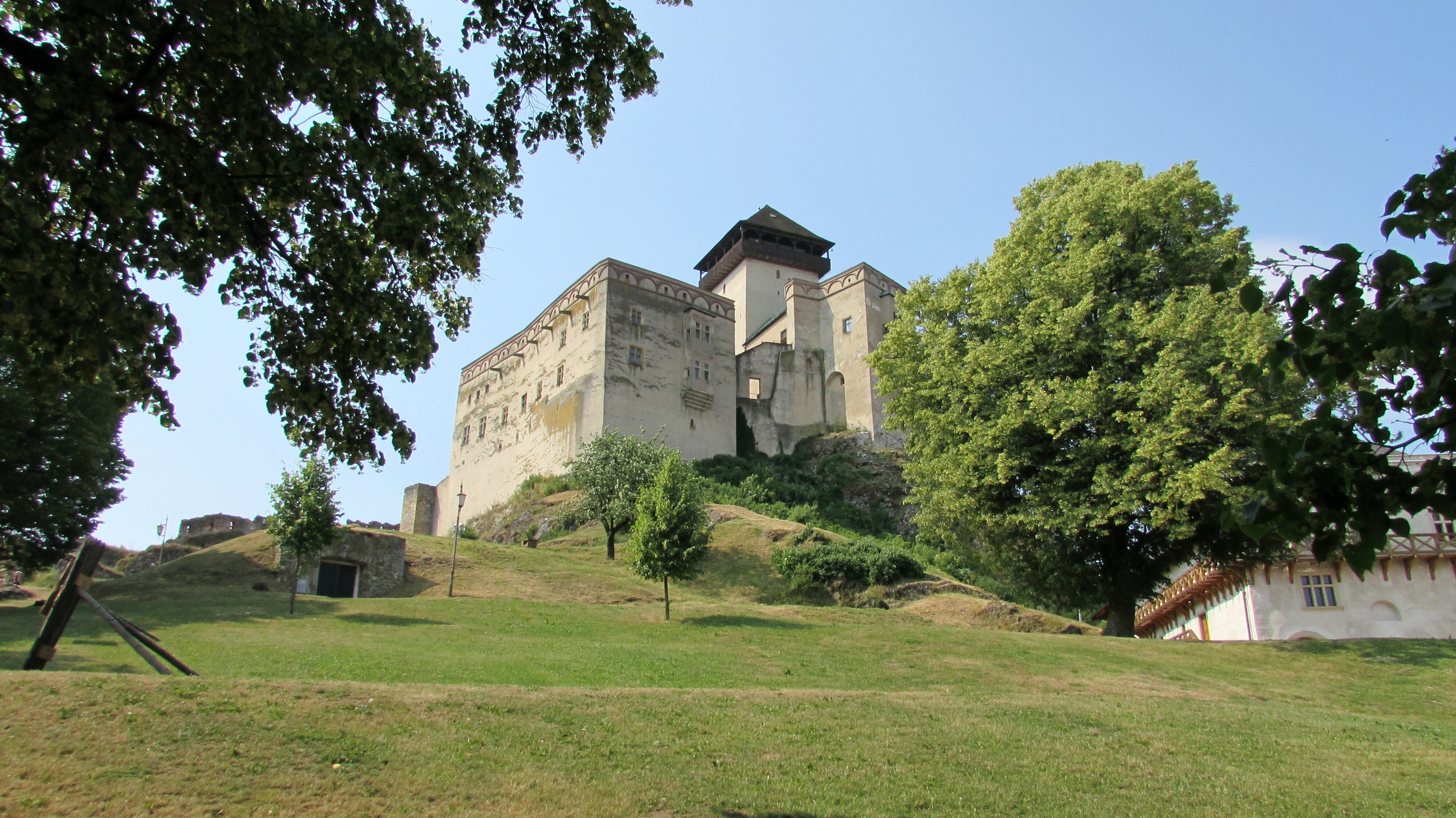
Ansicht der Burg Trenčín

Die Burg wurde im 11. Jahrhundert auf einem steilen Felsen erbaut. Sie war eine königliche Burg, unter der sich allmählich eine Stadt entwickelte. Das mächtige Festungswerk ist das Ergebnis einer allmählichen Vervollkommnung der wichtigen Grenzfestung und des späteren Komitatssitzes Trenčín. Dabei spielte die Burg eine wichtige Rolle in der Geschichte des Königreichs Ungarn, vor allem während der Türkeneinfälle.
Matthäus Csák (Matúš Čák, Máté Csák) kam 1302 in den Besitz der Burg und beherrschte von hier aus bis zu seinem Tod im Jahre 1321 faktisch die gesamte West- und Mittelslowakei. Nach seinem Tod wurde die Burg wieder königliches Eigentum. Sein Vater Peter Csák hatte den 39 m hohen Zentralturm in Jahren 1260 bis 1270 umbauen lassen.
Am 24. August 1335 wurde auf der Burg Trenčín der Vertrag von Trentschin abgeschlossen. Vertragsparteien waren der böhmische König Johann von Luxemburg und dessen Sohn Karl IV. sowie der polnische König Kasimir der Große. Als Vermittler bei den Vertragsverhandlungen wirkte Kasimirs Schwager, der ungarische König Karl von Anjou. Mit dem Vertrag gab Kasimir der Große alle Ansprüche Polens auf die von den Piasten dominierten schlesischen Herzogtümer auf. Im Gegenzug verzichteten Johann von Luxemburg und sein Sohn Karl auf den polnischen Königstitel, den sie von den Přemysliden ererbt hatten.
Ebenfalls auf der Burg Trenčín bestätigte Kasimirs Nachfolger Ludwig I. 1372 in seiner Eigenschaft als König von Polen die Trentschiner Verzichtserklärung von 1335 in vollem Umfang.
Zum robusten Matthäusturm kamen im Laufe der Zeit weitere Objekte hinzu: der Mühl- und Jeremiasturm sowie der Ludwigs-, Barbara- und Zápolyapalast. Den für die heutige Burg charakteristischen Barbara-Palast ließ König Sigismund von Luxemburg auf der Burg für seine zweite Gemahlin Barbara errichten.
1600 wurden die Erbgespane Illésházys Eigentümer der Burg. Von 1663 bis 1782 ließ sich eine deutsche Besatzung auf der Burg nieder. 1742 wurde die Burg umgebaut und nach 1782 als Kaserne genutzt. Die Pläne von Ján Illésházy zur Erneuerung der Burg wurden nicht verwirklicht, da sie 1790 durch einen Brand zerstört wurde. Intensivere Renovierungsarbeiten begannen erst im Jahr 1956 und werden bis heute fortgeführt.

## Burgbesitzer, Burghalter und Burgherren
- Bolesław I., genannt der Tapfere (1001–1018)
- Michael (1193–1195 Trentschiner Gespann)
- Stoysa und Brüder (1208 Burgkapitän)
- Lodomerius (1240 Trentschiner Gespann)
- Bogomir (1241–1244 Trentschiner Gespann)

Die Mitglieder der Familie Csák
- Stefan Csák (1275 Trentschiner Gespann, Sohn des Matthäus I. Csák)
- Peter Csák de Trencsén (Vater des Matthäus III.)
- Matthäus (III.) Csák (1296–1321)
- Stefan Bohemus von Sternberg (1321) (Neffe des Matthäus (III.) Csák)

Die Königsfamilie Anjou und die hochrangigen Adeligen
- Karl I.
- Ludwig I.
- Maria (1371–1395)
- Nicolaus Uljaki (1352–1357)
- Peter Cudara von Onodu (1373–1375)
- Georg Bebek von Pelsöci (Plešivec)

Die Königsfamilien Luxemburg und Habsburg und ihre Ritter
- Ctibor von Ctiborice der Ältere bis 1414 (1391–1401, 1409–1418)
- Ctibor von Ctiborice der Jüngere ab 1414
- Sigismund von Luxemburg (ab 1386)
- Barbara von Cilli (1424–1439)

(Ehefrau des Sigismund von Luxemburg)
- Ladislaus von Garai
- Elisabeth von Luxemburg (1439)

(Tochter des Ehepaares Sigismund und Barbara)
- Albrecht V. von Habsburg

(Ehemann der Elisabeth von Luxemburg)
- Ulrich II. (Cilli) (1439–1454)

(Cousin der Elisabeth)
Die Königsfamilien Jagiełło und Corvinus
- Władysław III. (Polen und Ungarn) (1441)
- Johann Hunyadi (1454–1456)
- Johann Giskra von Brandeis (bis 1470) (war in den Diensten der Elisabeth von Luxemburg)
- Matthias Corvinus (1458–1475)
- Franz Hag „Haagy“ (František z Hája) (1468?–1475) (der Befehlshaber der sogenannten „schwarzen Armee“, war in den Diensten des Matthias Corvinus)
- Margit Gyulay (die Witwe des Franz Hag) (bis 1477)

Die Familie Zapolya
- Stephan Zápolya (1475–1499)
- Hedwig von Teschen, Tochter des Teschener Herzogs Przemislaus II. (Teschen)

(Ehefrau des Stephan Zápoya)
- Johann Zápolya (bis 1528) (Sohn der Vorstehenden)

Die Familie Thurzo und die Töchter der Margita Séczy
- Alexius Thurzo (1534–1543) und Magdalena Székely von Ormoszd (1543–1549)
- Nikolaus II. von Salm-Neuburg (1543–1549)
- Margita Séczy (1548) (Ehefrau des Nikolaus II. und die Tochter der Magdalena Székely)
- Ferdinand I. von Habsburg (1548–1560)
- Pirrhus d´Arco (1560) (Ehemann der Margita Séczy)
- Anna d´Arco (bis 1570) (Tochter des Ehepaares Séczy und d´Arco)
- Georg Serine (Zrínyi-Zrínsky) (Ehemann der Anna d´Arco)
- Ladislaus Popel von Lobkowitz d. J. (1573–1582) (Ehemann der Marie Magdalena von Salm, Tochter des Ehepaares Margita Seczy und Nikolaus II. von Salm)
- Ernfrid (Ehrenfried) von Ortenburg (1582) (Ehemann der Giulia d´Arco, Tochter des Ehepaares Seczy und d´Arco)
- Imrich Forgách (1582–1594) (Ehemann der Katarina Zrínyi, die Schwester des Georg Zrínyi)

Die Familie Illéshazy
- Stephan Illéshazy (1594–1609)
- Gaspar Illesházy (1609–1648)
- Gabriel Illesházy (1649–1667)
- Georg Illesházy (1667–1689)
- Nicolaus Illesházy (1689–1723)
- Josef Illesházy (1723–1766)
- Johan Babtist Illesházy (1766–1799)
- Stefan II. Illesházy (1799–1835)

Die letzten Besitzer – Familie Sina
- Georg Simon von Sina (ab 1835)
- Iphigenie d Hartcoure (bis 1905)(Enkeltochter des Georg Sina)

## Die Burg im Besitz der Familie Illésházy
An den Wänden des Zapolya-Palastes hängen die acht Porträts der Mitglieder des Hauses Illésházy, die 241 Jahre lang die Burgbesitzer waren (1594–1835). Der erste Besitzer und der Gründer der Gemäldegalerie aus dem Hause Illésházy war Stefan I. Illésházy. Das Geschlecht Illésházy gehörte zu den bedeutenden Geschlechtern im Waaggebiet, seine Mitglieder übten am königlichen Hof bedeutende Funktionen aus. Dazu waren sie Vorsitzende der Gespanschaft Trenčín und Liptov.
Stephan I. Illésházy hatte einen jähzornigen Charakter, der ihn fast den Kopf kostete. Bei einem Konflikt zwischen ihm und Kaiser Rudolf II., bei welchem es um die Eigentümerschaft zweier Städte im Besitz der Illésházys ging, kam es von Seiten Stephans zur Majestätsbeleidigung. Als alter Mann floh er nach Polen. Vorher besuchte er heimlich die Burg Trenčín, um die Wertgegenstände zu verstecken oder aus der Burg an einen sicheren Ort zu bringen. Über seine heimlichen Besuche erfuhr der Kaiser, der dem Stadtmagistrat einen Brief schickte. Dieser sollte den Illésházy fassen und ausliefern. Aus Angst vor dem Kaiser, aber auch aus Angst vor einer möglichen Rache des Illésházy erfanden sie eine Geschichte, nach der Illésházy durch einen Geheimgang auf die Burg gelangte und diese jederzeit ungesehen verlassen konnte. Auf diese Weise entstanden die Legenden über die Geheimgänge der Burg. Stephan I. konnte schließlich, ohne den Kopf zu verlieren, nach Hause zurückkehren.
Georg Illésházy übersiedelte im Jahr 1678 aus der unbequemen Burg in ein Herrenhaus. Dabei wurden fast alle Wertgegenstände wie Möbel und Gemälde aus der Burg weggebracht. Im 18. Jahrhundert wurden auch die Steinportale der Fenster und Türen entfernt. (Das aus dem Jahr 1678 stammende Burginventar ist heute in einer Vitrine des Zapolya-Palastes ausgestellt.)
Der letzte Burgbesitzer des Hauses Illésházy war Stephan II. Illésházy. Sein ehrgeiziger Vater Johan Baptist Illésházy, war der reichste Adelige im Waaggebiet und wollte die Burg zu einem pompösen Barockwohnsitz umbauen. Die Burg fiel allerdings am 11. Juni 1790 einem verheerenden Brand zum Opfer.

### Verkauf
Stephan II. verkaufte die Burg im Jahr 1835 dem Wiener Bankier Georg Sina. Stephan II. starb 1838 ohne männliche Nachkommen. Seine Ehefrau gebar nur Töchter und beide lebten zuletzt getrennt. Stephans Frau fand ein tragisches Ende, eine Kerze entzündete ihre Bettwäsche und sie verbrannte in ihrem Bett.
Das Geschlecht Sina besaß die Burg zwischen 1835 und 1905. Die letzte Burgbesitzerin war Iphigenie d´Hartcoure, die die Burgruine der Stadt Trenčín 1905 schenkte. Sie befreite sich dadurch von der Pflicht, sich um die Pflege der Burgruine zu kümmern.

## Bauteile

### Matthäus-Turm
Der älteste Wohn- und Wehrbau auf der Burg ist der Hauptturm (Bergfried) der traditionell Matthäus-Turm genannt wird. Der Turm wurde am Ende des 11. Jahrhunderts im romanischen Stil gebaut, und um das Jahr 1270 bekam er einen Ziegelmantel und wurde der Gotik angepasst. Auf dem 4. Stockwerk hatte nach einer Legende Matthäus Csák (Tschak) von Trenčín sein Arbeitszimmer. Dieses Arbeitszimmer dient heute als kleiner Ausstellungsraum, der dieser kontroversen Persönlichkeit der Geschichte gewidmet ist. Auf den einzelnen Stockwerken findet man ausgestellte Büchsen aus dem 19. Jahrhundert und an den Wänden hängen Wappen der Burgbesitzer. Den Kern bildet ein romanischer Turm aus dem 11. Jahrhundert (16 Meter hoch). Wegen der Bedrohung durch die Tataren (Mongolensturm) wurde der romanische Turm auf Befehl des Königs Béla IV. (Ungarn) zwischen den Jahren 1260 und 1270 umgebaut. Die Tataren griffen das Ungarische Königreich im Jahr 1241 an.
Heute trägt der romanische Turm einen gotischen Mantel und hat ein 700 Jahre altes Steintreppenhaus. Die Höhe des Turms beträgt 39 Meter. Die Mauerstärke am Boden beträgt 4 Meter und an der Krone 2 Meter. An der rechten Seite des Eingangs ist der freigelegte Originalputz, ein rotes quadrierter Muster aus dem 14. Jahrhundert zu sehen. Nach diesem Putz wurden auch die übrigen Turmwände rekonstruiert. Vom Treppenhaus aus liegen die einzelnen Räume immer in einer anderen Richtung. So entstand für einen Feind fast ein Labyrinth, in dem er schnell die Orientierung verlor. Die Durchgänge sind sehr eng, was eine bessere Verteidigung des Turmes ermöglichte. Der größte Wohnraum im Turm ist das Herrenzimmer, das Arbeitszimmer des Matthäus Csák (Tschak) von Trenčín, der der bedeutendste Burgbesitzer war.

### Rotunde
Zwischen dem Barbara-Palast, dem Mathias-Turm und dem 5. Tor wurden bei der archäologischen Untersuchung in den Jahren 1972–1975 Grundmauern einer vorromanischen Rotunde (9.–10. Jahrhundert) entdeckt. Dieser Fund legte nicht nur die Datierung der Entstehung der Trenčíner Burg fest, sondern ordnete sie den ältesten Bauten Mährens zu.
Der einmalige Grundriss mit vier Apsiden (eine Kleeblattform) unterscheidet die Trenčíner Rotunde von allen bis heute bekannten Zentralbauten in der Slowakei. Durch Grabfunde ist der Bau der Rotunde für das Ende des 11. Jahrhunderts belegt, aber möglicherweise kann es sich hier um eine großmährische Architektur handeln. Einen fast identischen Grundriss findet man in Mähren in Mikulčice.

### Sommerturm
Am Burghof, unweit des Mathias-Turmes und dicht am 5. Tor steht der sogenannte Sommerturm. Dieser Renaissancebau diente angeblich besonders den Burgherren als Ruheplatz. Die dauerhafte Ausstellung, die hier ihren Platz gefunden hat, ist der Geschichte des Benediktinerklosters auf Skalka, der Tradition des heiligen Sworad und heiligen Benedikt, aber auch den archäologischen Funden gewidmet. Die archäologischen Funde belegen die slawische und vorslawische Besiedlung des Ortes.

### Ludwig-Palast
Auf der Akropolis der Burg stehen drei Paläste. Der älteste ist der Ludwigs-Palast, den König Ludwig der Große von Anjou in der zweiten Hälfte des 14. Jahrhunderts direkt neben dem ältesten Wohnbau auf der Burg, dem Mathias-Turm, errichten ließ.
Im ersten Stockwerk des Ludwig-Palastes befindet sich eine Dauerausstellung von Waffen aus der Zeitspanne zwischen dem 13. und 19. Jahrhundert. Man findet gotische Schwerter, Rapiere, Säbel, Speere und Lanzen. Auch reich geschmückte orientalische Waffen wie Jatagane, Helme und Rüstungsteile, verziert mit graviertem Dekor und Zitaten aus dem Koran oder prunkvolle Büchsen und Pistolen aus dem Balkan sind zu sehen. Von den Schusswaffen sind preußische Zündnadelgewehre, österreichische Büchsen und Revolver zu sehen. Eine kleine selbständige Kollektion bilden die Jagdwaffen.
In der Vergangenheit benutzte man die Räume des Erdgeschosses als Burgküche und Kammern für die Dienerschaft. In späteren Jahrhunderten war in diesem großen Raum das Burgarchiv, und hinter der geschlossenen Tür war die Schatzkammer. Über der Schatzkammer wohnte der Burgschreiber.
Heute befindet sich hier der zweite Teil der Gemäldegalerie.
Im Mai 2006 öffnete das Trenčíner Museum im Erdgeschoss des Ludwig-Palastes einen weiteren Teil der Galerie der Adelsfamilie Illésházy und Bilder aus den Illésházy-Residenzen, die diese Sammlung um weitere Bilder mit biblischen Themen, mit Motiven aus der griechischen Mythologie und Porträts der Familie Habsburg wie auch Porträts unbekannter Adeliger bereicherten.

### Barbara-Palast
Der Palast wurde um das Jahr 1430 vom König von Ungarn Sigismund von Luxemburg für seine zweite Ehefrau Barbara von Cilli aus Slowenien gebaut. Es ist der größte Palast auf der Burg. Zu seinem Bau wurde die vordere Wand des Mathias-Palastes benutzt, der heute nicht mehr existiert. Er stand auf dem heutigen Palasthof.

#### Rittersaal
Der Rittersaal entstand erst im 16. Jahrhundert als der Palast überbaut wurde. Anfangs befanden sich hier die Wohnräume auf zwei Stockwerken. Später wurden die beiden Holzdecken auseinandergenommen, danach entstand ein großer Saal, der eine gewölbte (Lunette-Decke) bekam. Diese Decke ist nach dem großen Brand 1790 eingestürzt. Die neue Decke entstand erst im 20. Jahrhundert. Der Saal wurde von Besitzern zu Repräsentationszwecken genutzt. In diesem Raum versammelte sich bis zum Ende des 16. Jahrhunderts der Gespanschaftsrat (der Komitatsrat). Auch heute wird dieser Raum für spezielle Angelegenheiten benützt (politische Versammlungen, Hochzeiten, Tafeln, Festmahle, Firmenaktionen).
Gegenüber den Fenstern sieht man zwei zugemauerte gotische Fenster und zwei Schießscharten. Die Fenster stammen aus dem Mathias-Palast, die später völlig unter dem Putz des Rittersaals verschwanden. Heute kann man in den Fensternischen die beiden ältesten wertvollen Fresken der Burg bewundern. Sie sind ca. 700 Jahre alt und stellen in der linken ein mythologisches Wesen, halb Mensch und halb Löwe, in der rechten die heilige Elisabeth von Thüringen dar.
Die weiteren Räume dienten als Wohnräume. Der eine von ihnen war eine Kleiderkammer und der andere ein Schlafzimmer der Königin Barbara. Durch Stufen und eine Falltür wurde das Schlafzimmer mit einem Kellergeschoss verbunden. Im Kellergeschoss befanden sich Lagerräume für Wein und Essensvorräte, und man konnte dort damals wahrscheinlich auch eine schwarze Küche finden. Der Palast wurde als repräsentatives Gebäude genutzt. Derzeit dient er gelegentlichen Ausstellungen und Hochzeiten.

### Zápolya (Zapoľský)-Palast
Der Palast besteht aus zwei Stockwerken (Wohnräume der Adelsfamilie) und im Erdgeschoss aus einem Pferdestall und einem Abstellraum für Kutschen.
Er ist der letzte Palast, der auf der Burg Ende des 15. und Beginn des 16. Jahrhunderts von der reichen Familie Zapolya gebaut wurde.
Mit dem Palastbau begonnen hatte der Palatin Stephan Zápolya, und die Fertigstellung beendete seine Ehefrau Hedwig von Teschen(Jadwiga Zapolya, Hedwig von Schlesien). Das Ehepaar hatte einen Sohn Johann Zápolya(* 1487; † 22. Juli 1540), der zum ungarischen König gekrönt wurde.
Seit 1994 kann man sich im Inneren des Palastes die größte Ausstellung der Burg ansehen. Diese Galerie des Adelsgeschlechts Illésházy beinhaltet derzeit 94 Gemälde, die auf zwei Stockwerken des Palastes präsentiert werden. Die ausgestellten Gemälde umfassen die Zeitspanne zwischen dem Ende des 16. Jahrhunderts bis in die erste Hälfte des 19. Jahrhunderts. Die Illésházy waren bekannte Mäzene der Kunst und der Bildung. Der slowakische Historiker Mathias Bell nannte sie „Verehrer der slowakischen Sprache“. Die Illésházy waren verwandtschaftlich mit mehreren bedeutenden Adelsgeschlechtern Ungarns und Österreichs, unter anderem z. B. mit Pálffy, Esterházy, Széchy, Abensberg und anderen verbunden. Das letzte Mitglied der Familie der Stefan II. Illésházy starb im Jahr 1838.
Das Trenčíner Museum erwarb die Gemäldegalerie in Jahren 1942–1952. Seitdem läuft die Restaurierung, die bisher Millionenkosten erforderte. Der größte Teil der Sammlung wurde jedoch schon restauriert und konnte der Öffentlichkeit vorgestellt werden. Die Ausstellung ist in mehrere Genres eingeteilt. Im ersten Stockwerk sieht der Besucher Porträts der Mitglieder des Illésházy-Geschlechts und der befreundeten und verwandten Geschlechter. Das älteste Porträt, ein Bild des Krupinauer Oberhaupts Johan Krušič aus Lipoglav, ist auf das Jahr 1580 datiert. Sehenswert ist auch das Porträt der „slowakischen Heiligen“ Sophie Bosniak.

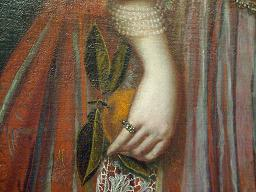
Detail/Elisabeth Balassa

### Südliche Befestigung
Die Trenčíner Burg war vor allem von Anfang an eine mächtige und uneinnehmbare Festung. Niemals wurde sie durch einen direkten Angriff erobert, nur zweimal kapitulierte ihre Besatzung unter der Bedingung, dass sie die Burg mit einer Waffe ehrenhaft verlassen konnten. Im Laufe der Jahrhunderte wurde sie belagert und bestürmt. Bei diesen Ereignissen erlitt sie beträchtliche Schäden, mehrmals brannte sie aus. Dennoch wurde sie bis in das 18. Jahrhundert modernisiert und zur Verteidigung ausgebaut.
Einzige erkennbare Schwäche der Burgverteidigung war der auf der Südseite liegende Bergsattel, wo eine Verbindung des Burgfelsens mit dem Brezina-Gebirgskamm besteht. Auf diese Stelle konzentrierten sich daher die ausgedehnten und wichtigsten Verteidigungsvorkehrungen. Ein in Mitteleuropa einzigartiger Komplex ist diese Südbefestigung, die auf dem Platz älterer Wälle und Befestigungsmauern entstand und sich ab Ende des 15. Jahrhunderts bis zum 18. Jahrhundert entwickelte. Der Komplex besteht aus einem System von drei trockenen Gräben. In der Mittellinie der Defensive sind zwei Bastionen situiert, die für die Kanonenstellung benutzt wurden.
Die vorspringende Mühlbastion ist von hinten durch die Jeremias-Bastion geschützt.
Im 17. und 18. Jahrhundert wurden vermutlich im Vorfeld der Südbefestigung Sternschanzen aufgebaut.

### Kanonenbastei
Die Kanonenbastei ließ der Palatin Alexius Thurzo um das Jahr 1540 bauen. Ihre Kanonen schützten die Brücken über den Fluss Waag und das obere Wasserstadttor mit angrenzender Stadtbefestigung, was beweist, dass die Bastei ein rein zweckhafter Verteidigungsbau war. Im anliegenden Anbau, der mit einer Kapelle verbunden war, befand sich eine Schießpulvermühle. Heute veranstaltet hier das Trenčíner Museum gelegentlich kürzere Ausstellungen aus verschiedenen Gebieten der bildenden Kunst.

### Hungerturm
Die südöstliche walzenförmige Bastion, auch „Königsturm“ genannt, ließ Sigismund von Luxemburg im 15. Jahrhundert ursprünglich als Aussichtsturm bauen. Ursprünglich diente er wohl als Burggefängnis und Hungerturm. Durch die 45 × 45 Zentimeter große Öffnung kann man das 9 Meter tiefe Souterrain erreichen. Es existiert kein Dokument, dass hier jemand den Tod durch Verhungern fand, eher sollte der Turm den Gefangenen wohl Angst einjagen.

## Aktuelles
Das heutige Burgareal ist Bestandteil der Ausstellung des Museums Trenčín. Neben dem Palast und dem Matthäusturm kann man die Kanonenbastei, den Hungerturm und das Burglapidarium besichtigen. Im Burgareal werden verschiedene Ausstellungen, Konzerte, mittelalterliche Spiele und attraktive Nachtbesichtigungen der Stadt veranstaltet.

## Brunnenlegende
Mit dem 80 m tiefen Burgbrunnen, genannt Brunnen der Liebe, ist eine romantische Legende von Omar und Fatima verbunden. Stephan Zápolya brachte von einem siegreichen Krieg gegen die Türken seiner Frau eine Gefangene namens Fatima mit. Als Omar erfuhr, wo sich seine Verlobte befindet, kam er, um sie mit einem großen Reichtum freizukaufen. Es halfen jedoch weder Bitten noch Geschenke. Der Burgherr war unerbittlich: „Was ich geschenkt habe, nehme ich nicht zurück, und Reichtum habe ich genug.“ Der kniende Omar fragte in seiner Verzweiflung: „Und was hast du nicht?“ „Ich habe alles“, lautete die Antwort. Da kam ihm jedoch in den Sinn: „Wasser habe ich nicht.“ Omar ergriff die letzte Hoffnung: „Und wenn ich diesen Felsen zwinge, dir Wasser zu geben, überlässt du mir Fatima?“ Der Herr nickte. Nach drei Jahren erreichte Omar endlich Wasser. Er schöpfte davon in einen goldenen Becher und reichte ihn Zápolya mit den Worten: „Hier ist das Wasser, jedoch war dein Herz härter als dieser Felsen.“ Fatima wurde freigelassen. Als Omar seine befreite Fatima auf einem Pferd aus der Burg fortbrachte, blieb ihr Schleier an einem Heckenrosenbusch hängen. An dieser Stelle steht bis heute das älteste Gasthaus in Trenčín, es trägt den Namen „Fatima“ und wurde in früheren Zeiten auch „Schleier“ genannt.